# Teateråret 1864

## Årets uppsättningar

### Okänt datum
- Den gamla aktrisen av August Blanche
- Den gamle skådespelaren av August Blanche
- La Belle Hélène (Sköna Helena), en operett av Jacques Offenbach, uruppförs på Théâtre des Variétés i Paris

## Födda
- 17 april - Carl Engdahl (död 1939), svensk skådespelare och regissör.
- 26 juli - Erica Kristina Bergenson-Söderman, svensk operasångare.
- 18 september - Knut Lambert (död 1941), svensk regissör och skådespelare.
- 19 september - Ragna Wettergreen (död 1958), norsk skådespelare.
- 17 december - Felix Körling (död 1937), svensk musikpedagog, kompositör och pjäsförfattare.
- Arnold Christensen (död 1918), dansk skådespelare.
- August Lindberg (död 1916), svensk skådespelare och teaterdirektör.
- Carl Borin (död 1921), svensk skådespelare.

## Avlidna
- 28 maj - Charlotta Deland (född 1807), svensk skådespelare.
- 31 oktober - Michael Wiehe (född 1820), dansk skådespelare.